# Pyrinia mimicaria
Pyrinia mimicaria là một loài bướm đêm trong họ Geometridae.